# 南真菜果
南真菜果（日语：みなみ まなか；英語：、1994年11月5日—），日本AV女優、前寫真偶像及賽車女郎。

## 簡歷
南真菜果就讀女子高中時曾到紐西蘭遊學一年，2013年以「喜多愛」身分出道成為賽車女郎，2014年轉當水著女優和寫真偶像。2015年，她曾用化名「MANA」參與東京電視台深夜真人秀節目《ぶっちゃけ嬢～26時のシンデレラ～》，同年底則更名為「南真菜果」，並簽約色情女優經理人事務所「マインズ」（Mine's），透過 SOD 專屬女優形式加入日本色情片行業。
2017年，南真菜果與 SOD 合約完結後，在年底再將藝名改成「真菜果」以轉拍無碼成人影片。

## 演出作品

### 真人秀節目
| 首播                       | 節目名                           | 備註                         |
| 千葉電視台、東京都會電視台 |                                  |                              |
| 2014年                     | 真夜中のおバカ騒ぎ！             | 4月20日演出嘉賓              |
| 東京電視台                 |                                  |                              |
| 2015年                     | ぶっちゃけ嬢～26時のシンデレラ～ | 以「MANA」名義演出的固定嘉賓 |

### 成人影片
| 日期           | 作品名 | 發行商         |
| 有碼           | |                |
| 2015年12月10日 | 南真菜果 AV debut                                                                                            | SOD            |
| 2016年1月21日  | 8頭身Hカップ極上SS級エロBODY 初体験4本番                                                                     | SOD            |
| 2016年3月17日  | 南真菜果 超高級新人ソープ嬢                                                                                  | SOD            |
| 2016年4月21日  | 南真菜果 初ガチイキ！外でも中でも何度もイキまくり大絶頂SEX                                                   | SOD            |
| 2016年5月26日  | 南真菜果 性欲、覚醒                                                                                          | SOD            |
| 2016年6月23日  | Mたらし イイ女連れ込み密室調教                                                                               | SOD            |
| 2016年7月21日  | エッロいボディーライン！ピッタピタの服で豊満なバスト、美しいクビレ、大きなヒップを強調させ誘惑してくる変態女 | SOD            |
| 2016年8月18日  | 超接写！超アングル！360°どこから見てもPERFECT BODY                                                           | SOD            |
| 2016年10月20日 | 失神するほど…イカサレテ                                                                                      | SOD            |
| 2016年11月10日 | 絶頂地獄 敏感痙攣69イキ 巨根16，517ピストン                                                                  | SOD            |
| 2016年12月8日  | ガチ素人逆ナンパ くいだおれ旅 in大阪                                                                         | SOD            |
| 2017年1月6日   | 黒人解禁 メガチ○ポ大絶頂FUCK！                                                                               | SOD            |
| 無碼           | |                |
| 2018年1月1日   | カリビアン・ダイヤモンド Vol.6                                                                               | カリビアンコム |
| 2018年1月25日  | マンコ図鑑 真菜果                                                                                            | カリビアンコム |
| 2018年3月2日   | 女優魂 ～え？今ここでやっちゃうんですか！？～                                                                | カリビアンコム |
| 2018年3月28日  | THE 未公開 ～パーフェクトぱいぱいパイずり～                                                                  | カリビアンコム |
| 2018年5月4日   | 汗だくスケスケHカップ                                                                                        | カリビアンコム |
| 2018年6月29日  | 夫よりも愛した男 ～着物からこぼれ落ちるHカップ～                                                             | カリビアンコム |
| 2018年8月21日  | 女熱大陸 File.064                                                                                            | カリビアンコム |

### 形象影片
| 日期             | 作品名                    | 發行商                                     |
| 「喜多愛」名義   |                           |                                            |
| 2014年4月24日    | ふたり暮らし              | イーネット・フロンティア（E-Net Frontier） |
| 2014年9月26日    | まなパイ                  | グラッソ（GRASSOC）                        |
| 「南真菜果」名義 |                           |                                            |
| 2016年4月7日     | Manaka ハイスペックガール | REbecca                                    |

### 電影
| 首映   | 電影名                    | 角色     |
| 2016年 | 色慾怪談 ヌルッと入ります | 飯島美麗 |

### 其他
- 2014年：產業經濟新聞社「ZAKZAK」大型偶像企劃《ZAK THE QUEEN》[9]

## 寫真

### 雜誌
| 日期             | 書名                  | 發行商 |
| 「南真菜果」名義 |                       |        |
| 2015年11月23日   | Weekly Playboy No.47  | 集英社 |
| 2015年12月15日   | FLASH 2015年12 / 29號 | 光文社 |
| 2016年2月16日    | FLASH 2016年3 / 1號   | 光文社 |

### 網上發佈
| 日期             | 作品名                                         | 發行商         |
| 「南真菜果」名義 |                                                |                |
| 2015年12月14日   | 初脱ぎ娘 No.144 Manaka Minami 南真菜果         | Graphis        |
| 2016年4月28日    | Limited Edition Manaka Minami 南真菜果         | Graphis        |
| 「真菜果」名義   |                                                |                |
| 2017年12月27日   | デジタル写真集：カリビアン・ダイヤモンド Vol.6 | カリビアンコム |

## 外部連結
- （日語） MinamiManaka的X（前Twitter）
- （日語） MANA的X（前Twitter）
- （日語） 南真菜果的Instagram帳戶
- （日語） manaka_minamiのblog（页面存档备份，存于）
- （日語） 真菜果まなか - YouTube （页面存档备份，存于）
- （日語） 真菜果（まなか）粉絲專頁（页面存档备份，存于）（18禁）